# Petra (Corintia)

Mapa del istmo de Corinto donde se aprecia la posible situación de Petra.

Petra (en griego, Πέτρη) fue un antiguo asentamiento griego perteneciente a Corintia.  
Heródoto, que define el asentamiento como un demo (que significa distrito o municipio), menciona Petra como el lugar de donde era originario Cípselo, tirano de Corinto. Cuando este era un niño, la familia de los Baquíadas, que en aquel momento reinaban en Corinto, planearon asesinarlo para tratar de evitar un oráculo que había predicho que el niño los iba a derrocar. Por ello varios de ellos fueron a Petra para matarlo pero su madre lo puso a salvo ocultándolo en un cofre o un arca.
Se ha sugerido que Petra estaba en un lugar elevado situado al sur de Corinto.